# شرار حیدر
شرار حیدر (به انگلیسی: Sharar Haidar؛ ۱۵ اوت ۱۹۷۱ – ۲۲ سپتامبر ۲۰۲۳) بازیکن فوتبال اهل عراق بود.
از باشگاه‌هایی که وی در آن‌ها، سابقهٔ بازی دارد، می‌توان به باشگاه ورزشی الکرخ اشاره کرد.
وی همچنین در تیم ملی فوتبال عراق بازی کرده‌است.
حیدر در ۲۲ سپتامبر ۲۰۲۳، بر اثر حملهٔ قلبی در سن ۵۲ سالگی درگذشت.